# Fuga precipitosa

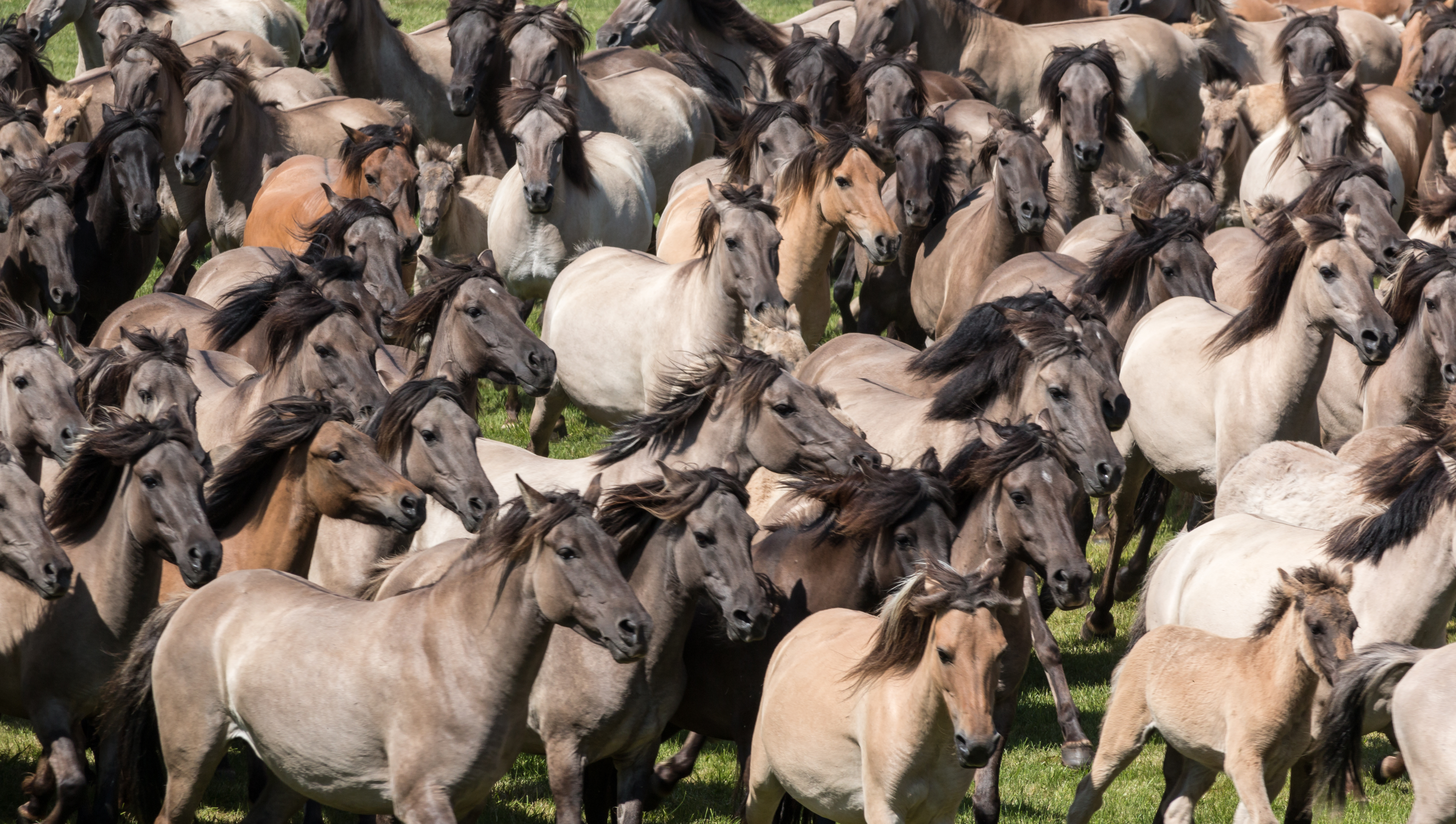
Cavalli selvaggi in fuga

Una fuga precipitosa  (Inglese: stampede (/stæmˈpiːd/)) è una situazione in cui un gruppo di animali di grandi dimensioni inizia improvvisamente a correre nella stessa direzione, soprattutto perché eccitati o spaventati.
Sebbene il termine sia più spesso applicato agli animali, esistono anche casi di fuga precipitosa degli esseri umani in presenza di pericolo.

## Fuga precipitosa di bestiame

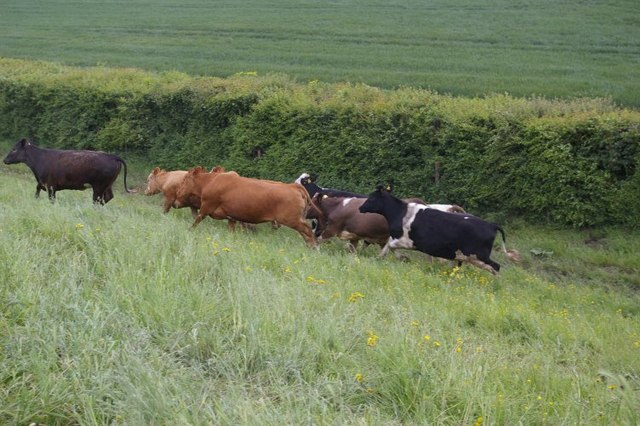
Corsa sfrenata di bovini

Il fenomeno della fuga precipitosa è stato osservato dagli allevatori di bestiame e dai cowboy nel Selvaggio West americano. Grandi mandrie di bovini venivano allevate in pianure sconfinate, senza recinti a contenerle. In questi spazi illimitati, i bovini potevano correre liberamente e talvolta l'intera mandria partiva inaspettatamente nella stessa direzione. I cowboy svilupparono tecniche per affrontare questa situazione e calmare i bovini, per fermare la fuga precipitosa e riprendere il controllo della mandria. Il termine “stampede” deriva dal termine messicano-spagnolo estampida (“tumulto”).
Le mandrie di bovini erano piuttosto nervose e qualsiasi evento insolito, in particolare un rumore improvviso o inaspettato, poteva spaventarli e scatenare una fuga precipitosa. Si sa che cose come uno sparo, un fulmine, un tuono, qualcuno che salta da un cavallo, un cavallo che si scuote o persino un cespuglio rotolante che viene spinto dalla brezza verso la mandria possono causare fughe precipitose.
Un metodo utilizzato per fermare una fuga precipitosa consiste nel far girare il branco su se stesso in modo che corra in ampi cerchi, invece di precipitare da un dirupo o finire in un fiume. Il cerchio può essere ridotto sempre più, costringendo infine il branco a rallentare per mancanza di spazio. Tra le tattiche utilizzate per far girare il branco su se stesso vi è lo sparo di una pistola, che crea rumore e induce i capi del branco a voltarsi.
Gli animali che si imbizzarriscono, in particolare il bestiame, sono meno propensi a farlo dopo aver mangiato e bevuto e se sono distribuiti in gruppi più piccoli per digerire. Per ridurre ulteriormente il rischio di fuga precipitosa, i cowboy a volte cantano o fischiano per calmare le mandrie inquiete al calar della notte. Coloro che stanno di guardia durante la notte evitano di fare cose che potrebbero spaventare la mandria e si allontanano prima di smontare da cavallo o accendere un fiammifero.
A volte gli esseri umani inducono intenzionalmente il bestiame alla fuga precipitosa come parte di una strategia bellica o venatoria, come alcuni nativi americani, noti per provocare le mandrie di bisonte americano affinché si gettassero da un salto del bufalo a scopo venatorio, per poi raccogliere gli animali dopo che erano stati uccisi o resi inabili dalla caduta.

## Calca e schiacciamento di persone
Una fuga precipitosa è un evento che può verificarsi in folle pericolosamente numerose o dense e può causare un elevato numero di vittime o altri incidenti tra i partecipanti. Le fughe precipitose si verificano in genere quando un folto gruppo di persone cerca di allontanarsi da un pericolo percepito. Il fenomeno è simile al collasso e allo schiacciamento della folla sia per le condizioni in cui ha inizio (livelli pericolosi di affollamento) sia per il numero e la gravità delle vittime che può causare. Una differenza importante tra i due fenomeni è che le persone in fuga hanno spazio per allontanarsi dal pericolo, mentre quelle schiacciate dalla folla non hanno dove andare. Tuttavia, sono state condotte poche ricerche su ciò che accade durante una fuga precipitosa o sulle cause che la provocano. Di conseguenza, la terminologia relativa a fughe precipitose, schiacciamenti e collassi non è ben definita.
Ad esempio il 29 settembre 2017, una fuga precipitosa ha avuto luogo nella stazione ferroviaria di Elphinstone Road, nella periferia di Mumbai, in India. Almeno 23 persone sono rimaste uccise e altre 39 ferite. L'incidente è avvenuto tra la stazione ferroviaria di Parel e la stazione ferroviaria di Elphinstone Road.
Sebbene i media e la cultura popolare tendano a esagerare i pericoli associati alle fughe precipitose e i resoconti giornalistici di tali eventi spesso parlino di “panico”, i casi reali di panico di massa sono rari e il panico stesso è raramente la causa di decessi in tali eventi. In una fuga precipitosa, la differenza di velocità tra la parte anteriore e quella posteriore della folla può causare cadute e ammucchiamenti, provocando asfissia. Il calpestamento è raramente causa di lesioni mortali in condizioni di fuga precipitosa, a meno che non sia impedita la via di fuga.
(— Edwin Galea, professore di ingegneria della sicurezza antincendio presso l'Università di Greenwich, Inghilterra)
Tali incidenti sono diventati più frequenti in epoca moderna, poiché i miglioramenti nei trasporti globali consentono alle persone di riunirsi in gran numero con maggiore facilità.